# Šaroniny trable
Šaroniny trable (Minimax) nebo Rovnátka (Supermax) (v anglickém originále Braceface) je animovaný televizní seriál z roku 2001, který produkovaly Nelvana a Jade Animation. V Kanadě byl vysílán na stanici Teletoon a ve Spojených státech na Fox Family Channel. V Česku se vysílal na Minimaxu jako Šaroniny trable a Supermax jako Rovnátka.